# Componente Rawson (San Juan)
Componente Rawson es la autodenominación impuesta por INDEC para designar al continuo urbano y a toda el área urbana del departamento Rawson que corresponte al aglomerado urbano del Gran San Juan.
Este componente del Gran San Juan está localizado en sector sur de la nombrada aglomeración, al norte de ya dicho departamento en el centro sur de la provincia de San Juan, casi en el centro oeste de Argentina.

## Población
El componente Rawson contaba 102,225 habitantes (Indec, 2001)

## Composición
El componente, a su vez, está subdividido, según lo establecido por INDEC, por:
| Sucomponente | Población (hab.) |
| Rawson       | 83.608           |
| Villa Krause | 10.835           |
| El Medanito  | 7.782            |